# Inge Ejderstedt
Inge Åke Emanuel Ejderstedt, född 24 december 1946, är en svensk före detta professionell fotbollsspelare. Han har spelat för Målerås IF Åtvidabergs FF, Östers IF och RSC Anderlecht. 
Han spelade för det svenska landslaget vid två VM-turneringar: Mexiko 1970 och Västtyskland 1974. Totalt spelade Ejderstedt 23 landskamper och gjorde 8 mål. Han blev svensk mästare med Östers IF 1968, vann den belgiska ligan två gånger med RSC Anderlecht (1972 och 1974) och den belgiska cupen två gånger (1972 och 1973).